# Баламандська декларація
Баламандська декларація (Баламандська угода, Баламандський документ, офіційна назва «Уніатство як метод єднання в минулому і нинішній пошук повного спілкування», фр. l'uniatisme, méthode d'union du passé, et la recherche actuelle de la pleine communion) — заява, зроблена Змішаною міжнародною комісією з богословського діалогу між Римо-католицькою і православною церквами в ході її VII пленарного засідання, яке відбулося з 17 по 24 червня 1993 року у Баламандському богословському інституті, Ліван. Як зазначається в «Журналі Московської Патріархії», «цей текст є проміжним робочим документом Змішаної комісії з богословського діалогу, тому він не підписувався представниками Церков» (ЖМП, № 12, 1997).
Декларація містить у собі величезні поступки обох сторін православного-католицького діалогу. Католицька сторона проголошує відмову від прозелітизму серед православних і «експансії за рахунок православної церкви». З боку православної поступкою було прийняття існування Східних католицьких церков, сама активність яких для православної церкви була каменем спотикання. Нарешті, поступкою обох сторін була взаємна відмова від винятковости — визнання, що і католицька церква, і православна церква є носіями порятунку, а досягнення єдности «не може бути ні поглинанням, ні змішанням, але зустріччю в істині і любові».
Тим не менш, на думку православних, прозелитична діяльність католицької церкви у традиційно православних регіонах не припинилася. Як зазначив у травні 2006 року Патріарх Московський і всієї Русі Алексій II, цей документ «так і не став для католиків перешкодою для насадження унії та продовження експансії на схід».
Вироблену 1993 року угоду не можна назвати загальноправославною, позаяк у ній не брали участи Єрусалимська православна церква, Сербська православна церква, Болгарська православна церква, Грузинська православна церква, Елладська православна церква, Православна церква Чеських земель і Словаччини, а також Православна церква в Америці, яку традиційно не запрошують на подібні перемовини, оскільки Константинопольський Патріархат не визнає її автокефалії.
Російською мовою Баламандський документ був уперше опублікований 1995 року в другому томі збірника «Єдність», виданого Богородице-Різдвяним Бобреневим монастирем Московської єпархії, поряд з іншими документами православно-католицького богословського діалогу. У лютому 1997 року Архієрейським собором РПЦ було ухвалене рішення про публікацію тексту Баламандської угоди 1993 року, а також коментаря до нього в офіційній церковній пресі.

## Передісторія
На рубежі 1980-1990-х років міжконфесійні стосунки Православної та Католицької церков значно ускладнилися. Спричинилася до того в першу чергу активізація унійних церков, які вийшли з підпілля й почали відновлювати свої парафії і структури на місцях, подекуди силовими методами. Найбільш болісно для православних цей процес протікав на Заході України — у Львівській, Тернопільській, Івано-Франківській областях та Закарпатті), де УГКЦ мала домінуюче становище до радянської анексії 1939 та 1940-х років, а православних було дуже мало. Там доходило до масових заворушень, сутичок, силового повернення відібраних більшовиками у вірних УГКЦ храмів, які після так званого Собору 1946 року стали православними (РПЦ). Православні громади виганяли на вулицю; проти вірян, які зберегли єдність із Православною церквою, була розгорнута кампанія з дискредитації у пресі.
Прямий діалог з уніатами виявився неможливим, позаяк греко-католики вийшли з «чотиристоронньої комісії», створеної в січні 1990 року з представників Московського патріархату, Римо-католицької церкви, Української православної церкви МП та католиків східного обряду із Західної України.
Під сильним натиском представників української партії Рух, які заявили, що в разі приходу до влади всі храми будуть відібрані у православних і передані українським уніатам, останні вирішили, що немає ніякої необхідности вести діалог із православною церквою.
Масовий перехід в уніатство почався 1989 року і в сусідній Словаччині за сприяння нової влади. 29 травня 1990 року Президія Національної ради Словаччини видала закон «Про врегулювання майнових відносин між греко-католицькою і православною церквами» (закон № 211/1990), згідно з яким греко-католицької церкви поверталося все нерухоме майно, що належало їй до 28 квітня 1950 року. Однак у Словаччині дані процеси відбувалися зглядно мирно, держава зобов'язалася надати православній Церкві фінансову допомогу для будівництва (або облаштування) нових храмів.
Як зазначалося в «Журналі Московської Патріархії», «світова громадськість із недовірою ставилася до протестів Московського Патріархату, вважаючи, що на Західній Україні відбувається відновлення історичної справедливости».
За словами митрополита Волоколамського Іларіона (Алфєєва): «Усе це призвело до дуже великої напруги в наших двосторонніх відносинах, а також позначилося і на православно-католицькому діалозі, тому що ми відмовилися обговорювати нехай і важливі, але теоретичні богословські теми. Ми наполягли на тому, щоб обговорювалася тема унії».
У 1990 році з ініціативи РПЦ, підтриманої всіма помісними православними церквами, був припинений православно-католицький богословський діалог. В ухваленій постанові говорилося, що його відновлення можливе після того, як буде спільно вивчена проблема унії та знайдений її розв'язок.
На підставі спільно вироблених матеріалів Міжнародна змішана комісія з богословського діалогу, що зібралася на Шостій пленарній сесії у Фрайзінгу (Німеччина) 6 — 16 червня 1990 року, виступила із заявою, в якій констатується, що «унія яко метод там, де вона застосовувалася, не служила цілям зближення церков. Навпаки, вона викликала нові поділи. Таким чином, становище, яке було створено, стало приводом для сутичок і нещасть, які закарбувалися в історичній пам'яті обох церков. Окрім того, й еклезіологічні мотиви спонукають шукати инших шляхів».
Наступним етапом роботи комісії стало засідання Координаційного комітету в Ариччі (біля Риму), що пройшов з 10 по 15 червня 1991 року, на якому був вироблений перший варіант спільного документа «Уніатство як метод єднання в минулому і нинішній пошук повного спілкування», який і став основою для баламандського документа.

## VII пленарне засідання Змішаної міжнародної комісії з православно-католицького діалогу

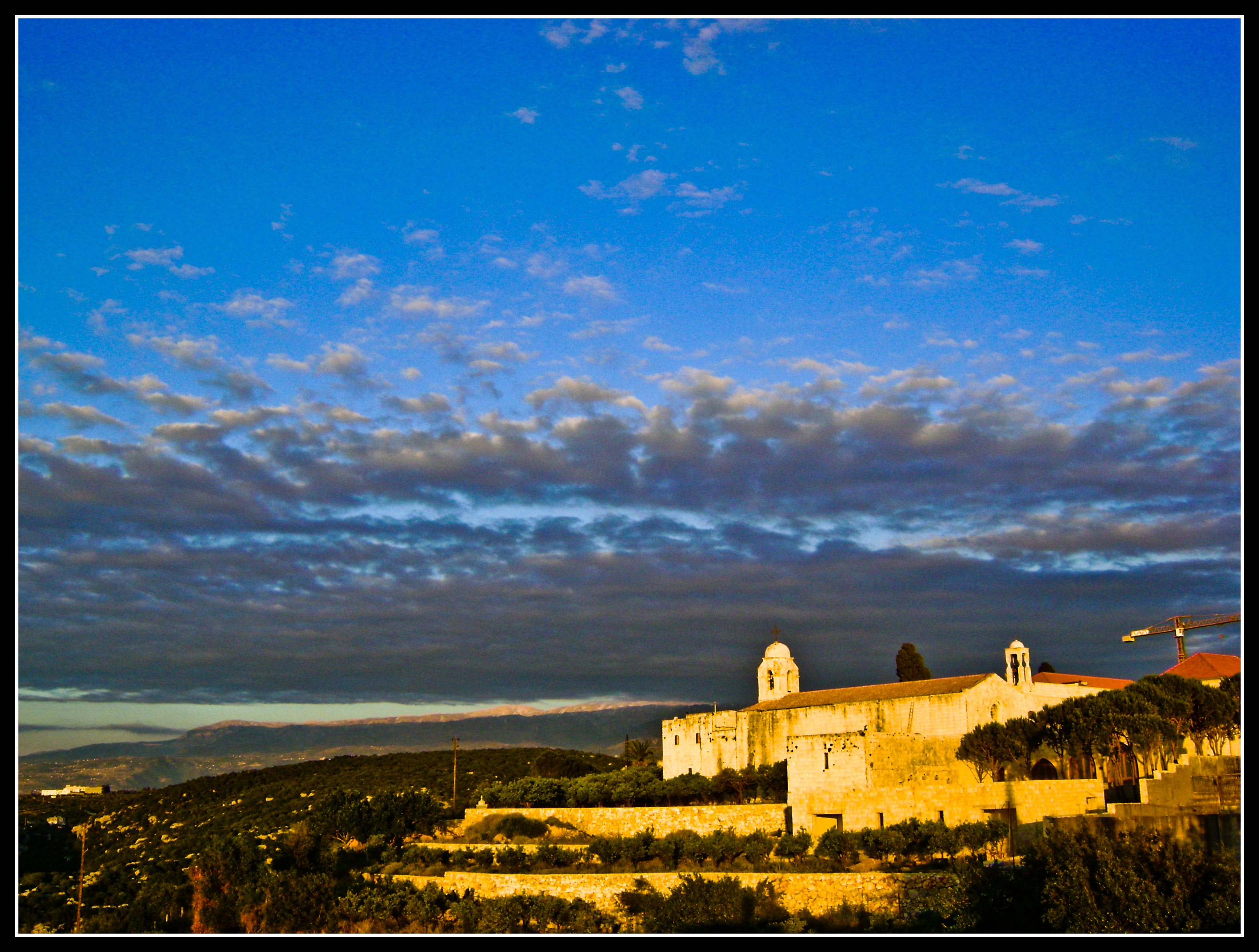
Баламандський монастир

Сьоме пленарне засідання Змішаної міжнародної комісії з богословського діалогу між католицькою церквою і православною церквою проходило з 17 по 24 червня 1993 року в Баламанді, недалеко від однойменного монастиря і в будівлі Богословського інституту святого Івана Дамаскіна і нового Баламандського університету. На цьому пленарному засіданні Спільної міжнародної комісії з діалогу були присутні 14 представників восьми автокефальних православних церков і двадцять чотири члени Комісії з католицької сторони. Учасників тепло зустрів Патріарх Антіохійський Ігнатій IV.
Католицька делегація здійснила богослужіння в суботу вдень, а православна делегація — в неділю вранці, кожна церемонія проходила в історичній церкві монастиря в присутності великого числа віруючих. В понеділок, 21 червня православні і католики, були гостями на обіді у Патріарха Ігнатія IV. Офіційна делегація, що представляла комісію нанесла візит ввічливости до президента Республіки Ільясу Храуі і Голова Парламенту Набіху Беррі у вівторок, 22 червня. Вся комісія потім здійснила поїздку по історичному центру Бейруту.
Сьоме пленарне засідання було повністю зосереджено на богословських і практичних питаннях, пов'язаних з існуванням і пастирською діяльністю східних католицьких (уніатських) церков. Змішана міжнародна комісія з православно-католицького діалогу в Баламанді мала у своєму розпорядженні робочий документ, розроблений координаційним комітетом Комісії в ході зустрічі в Аричче (Рим) у червні 1991 року. Цей текст був вивчений і перероблений «у відвертому і братському дусі».
Текст декларації був спочатку розроблений французькою мовою і перекладений на англійську мову під час зустрічі.
Документ, вироблений у Баламанді Спільною міжнародною комісією з богословського діалогу, був направлений главам католицької і помісних православних церков для затвердження та застосування.

## Зміст декларації
Документ складається з трьох частин: «Вступ», «Еклезіологічні принципи» і «Практичні правила». Складений документ:
- констатує відсутність єдності між православ'ям і католицтвом (пп. 6-11), а також те, що у минулому способи його досягнення виявилися безуспішними (пп. 7, 9) і породили серйозні конфлікти і недовіру (пп. 7-11).
- розглядає православну і католицьку церкви яко «Церкви-сестри» (пп. 12, 14, 27); пункт 14 був відсиланням до енцикліки Івана Павла ІІ «Slavorum Apostoli»[3].
- визнає унійні церкви «східними католицькими церквами» (пп. 3, 8, 16, 23, 34), «яко частина католицької громади» (п. 3), які повинні керуватися положеннями Другого Ватиканського собору (п. 16) і бути рівноправними учасниками у справі екуменічного діалогу (пп. 16, 34);
- оголошує, що «пастирська діяльність як латинської, так і Східних католицьких церков, більше не спрямована на те, щоб спонукати вірних однієї Церкви переходити в іншу; таким чином, вона більше не прагне до прозелітизму серед православних. Вона прагне до задоволення духовних потреб своїх власних вірян і не має ніякої волі до експансії за рахунок православної церкви» (п. 22) і виключає «уніатський підхід» як спосіб пошуку повного спілкування (п. 4)
- пропонує забути історію «відносин між православною церквою і східними католицькими церквами» (п. 23) і засуджує "спроби повернути східних католиків до церкви отців православною стороною (п. 11);
- декларує, що православ'я і католицтво в рівній мірі ведуть до спасіння, і стверджує рівність рятівної дії і достовірності святих таїнств як у православ'ї, так і в католицтві (пп. 10, 13, 28, 30);
- закликає враховувати «реліґійну свободу вірян», які «повинні мати змогу вільно висловлювати свою думку, коли їх про це запитують» (п. 24);
- пропонує вірянам надавати «допомогу иншим Церквам в їхньому богослужінні, представляючи свою власну церкву в їхнє розпорядження за обопільною згодою, яке дозволило б здійснювати богослужіння по черзі в різний час у тому самому будинку» (п. 28);
- пропонує створення католиками «нових структур у регіонах, що традиційно належать до юрисдикції православної церкви», лише після ради між місцевими єпископами церков; і взагалі рекомендує «уникати душпастирської діяльности, яка загрожувала б незабаром вилитися у суперництво чи навіть конфлікт» (п. 29);
- наполягає на необхідності «приділити особливу увагу готуванню майбутніх священників», освіта яких «має бути об'єктивним і позитивним по відношенню до іншої церкви», проповідувати справжність її «сакраментального життя» (таїнств), викладати історію, «орієнтовану на узгоджену або навіть загальну історіографію обох церков» (п. 30);
- оголошує, що мета «діалогу любови» — «знайти повне спілкування, яке існувало між нашими Церквами понад тисячоліття» (п. 20);
- вважає, що запропоновані принципи й методи виключать в майбутньому «усякий прозелітизм і всяке прагнення до експансії католиків на збиток православної церкви» та усунуть перешкоди для подальшого екуменічного діалогу (п. 35)[18].

## Учасники
Як зазначив голова Синодальної богословської комісії митрополит РПЦ Філарет (Вахромєєв), текст був завізований представниками дев'яти помісних православних церков; щодо представника Російської православної церкви ігумена Нестора (Жиляєва), він зазначив: «Текст був лише завізований у робочому порядку, причому особою, яка не мала повноважень для ухвалення відповідальних рішень у цій галузі».

### від православних церков
В обговоренні документа брали участь наступні представники помісних Православних церков:

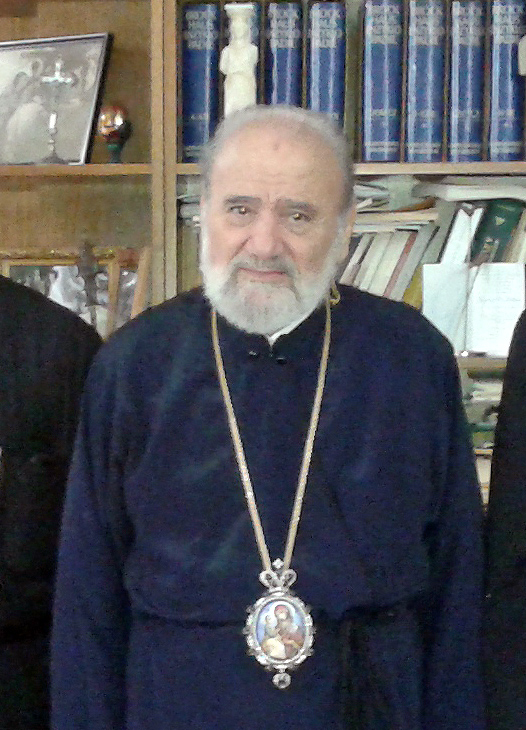
Митрополит Стилиан (Харкианакис). Фото 2014 року

- Константинопольська православна церква:
  - Архієпископ Австралійський Стилиан (Харкианакис), співголова Змішаної міжнародної комісією з богословського діалогу між римсько-католицькою церквою і православною церквами
  - Митрополит Італійський Спиридон (Папагеоргіу), виконавчий секретар Змішаної міжнародної комісії з богословського діалогу між римо-католицькою церквою і православною церквами
- Олександрійська православна церква:
  - Митрополит Нубійський Діонісій (Хадживасилиу)
  - Професор Костянтин Пателос
- Антіохійська православна церква
  - Митрополит Біблський і Ботриський Георгій (Ходр)
  - Архімандрит Іоанн (Язіджі)
- Російська православна церква:
  - Ігумен Нестор (Жиляєв)
- Румунська православна церква:
  - Митрополит Трансільванський Антоній (Плэмэдялэ)
  - Протоієрей Думітру Ради
- Кіпрська православна церква:
  - Митрополит Морфський Хрисанф (Сарияннис)
  - Професор Макарій Папахристофору
- Польська православна церква:
  - Ієромонах Варсонофій (Дорошкевич)
- Албанська православна церква:
  - Професор Феодорос Папапавли
- Фінляндська архієпископія Константинопольського патріархату:
  - Єпископ Йоэнсууйський Амвросій (Яаскеляйнен)

### від Католицької церкви

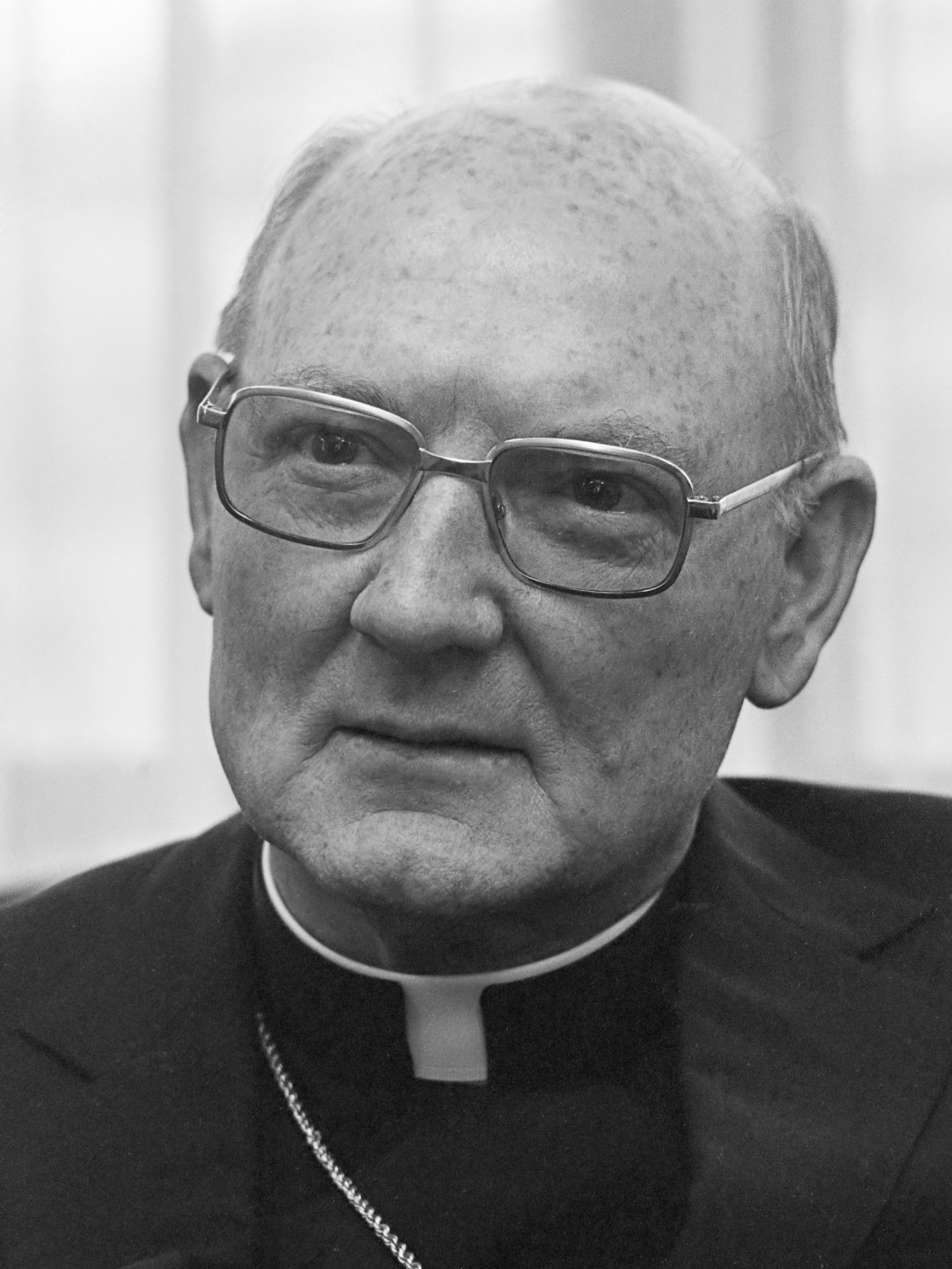
Кардинал Едвард Ідріс Кассиді. Фото 1984 року

Від Католицької церкви брали участь:
- кардинал Едвард Ідрис Кассіді, співголова Змішаної міжнародної комісії з богословського діалогу між Римо-католицькою і православною церквами
- кардинал Роже Ечеґарай, Голова Папської Ради Справедливості і Миру та Голова Папської Ради Cor Unum
- кардинал Фридрих Веттер, архієпископ Мюнхена і Фрайзинга
- Ніколаос Фосколос, римо-католицький архієпископ Афінський
- Андреа Маріано Маграссі[it], архієпископ Бари-Битонто
- прелат Мирослав Стефан Марусин, титулярний архієпископ Каді, секретар Конгрегації Східних Церков
- архієпископ Бухарестський Йоан Робу[en]
- Альфонс Носсоль[pl], єпископ Опольський
- прелат П'єр Дюпре[de], секретар Папської ради зі сприяння християнській єдності
- Франк Перко[sl], архієпископ Белграда
- Бутрос Жмаєль[en], маронітський архієпископ Кіпру
- священник Жан Корбон[de]
- професор архімандрит Фредерик Макманус[en]
- священник професор Димитріос Салахас
- священник професор Ернст Крістоф Суттнер
- священник професор Германн Фогт[de]
- архімандрит Еммануель Ланн, O.S.B.
- професор Жан Марі Роже Тіяр, O.P.
- професор Андре де Алльо[en], O.F.M.
- священник Франс Бувен
- професор Джон Ф. Лонґ S.J.
- священник професор Патрік Ван дер Аалст
- священник Лівіу Пандря[ro]
- професор Вітторіо Пері
- священник Юзеф Май[pl] (замість секретаря Елевтеріо Фортіно[en])

## Реакція
Баламандський документ, із його рішучими та революційними формулюваннями, одразу ж  всебічно розкритикували як православноі, так і з католики. Без заперечень прийняли її дві головних дійових особи православно-католицького діалогу — Папа Римський і Патріарх Константинопольський.
Консервативні й традиціоналістські кола і в православ'ї, і в католицизмі убачали у Баламандському документі еклезіологічне зрівняння православної і католицької Церков. Особливо неприйнятними для них були твердження Баламандського документа про «ті самі таїнства», у тому числі про «єдине таїнство Священства, що приносить єдину Жертву Христову», які можуть привести до висновку, що таїнства «Церков-сестер Сходу і Заходу», «спільно зберігають Церкву Божу», рівноспасительні і повному євхаристійному спілкуванню заважають тільки «забобони й використання історії у політичних цілях». Ці твердження важко узгодити з позиціями сторін, кожна з яких розглядає свою Церкву яко універсальну і єдино істинну. Критикували також вживання терміна «церкви-сестри» щодо Православної і Католицької Церков.
Уніати були незадоволені тим, що документ відкидає унію як метод, тим самим ставлячи під питання саме існування уніатських церков, опріч того, вони відчули, що «Церквою-сестрою» можуть розглядати не їх, а місцеву православну Церкву. Апостольський адміністратор для греко-католиків Румунії єпископ Георгій Гуциу, направив 1994 року листа Папі Івану Павлу II, в якому різко критикував саме ті положення Баламандського документа, які відкидають «уніатство» яко метод, який суперечить традиції обох Церков, звинувачуючи Румунську православну церкву у тому, що вона не відмовляється від приєднання шляхом насильства і терору в 1948 році Румунської уніатської церкви до Румунської православної (Chretiens en marche. 1994. № 43). Закінчується цей лист однозначним і жорстким запереченням не тільки Баламандського документа, а й узагалі всіх виплодів православно-католицького діалогу щодо проблеми унії: «Румунська церква, яка перебуває у євхаристійному спілкуванні з Римом, нічого не сприймає з текстів, підписаних на Родосі, у Фрайзінгу, Аричче й Баламанді, і оголошує недійсними підписи, поставлені під цими текстами» (там само).
Низку критичних зауваг до Баламандського документу (втім, у м'якішій формі, не заперечуючи його корисности в цілому) висловив голава українських греко-католиків кардинал Мирослав Любачівський.
У грудні 1993 року ченці гори Афон направили листа до Патріарха Варфоломія з виразом невдоволення Баламандскою декларацією. 18 березня 1994 року він був опублікований у грецькій пресі і потім перекладений російською, сербською та англійською мовами.
У 1995 році Архієрейський Синод Елладської православної церкви засудив Баламандську угоду, відзначивши, що «Баламандський текст щодо унії — неприйнятний з православного погляду» і «абсолютно чужий віковому православному Переданню».
Рішення Архієрейського Собору РПЦ в лютому 1997 року щодо публікації Баламандського документа викликали сплеск інтересу до нього. У газеті «Русь Православная» № 48 від 6 березня 1997 року, що виходила яко додаток до «Радянської Росії», з'явилася публікація під заголовком «Баламандська унія?», де був надрукований текст Баламандського документа з купюрами, що спотворюють зміст документу, та коментар до нього. У публікації давалася вкрай негативна оцінка Баламандському документу. 16 березня 1997 року в лютому конференція Союзу православних братств прийняла резолюцію, в якій висловлено стурбованість «Баламандською угодою, яка різко суперечить традиційному святоотцівському відношенню до католицизму». Надалі серед деяких противників екуменізму і контактів з Католицькою церквою закріпилося найменування цього документа «Баламандскою унією».
Проте в дійсності ніякого злиття православ'я і католицтва не сталося. Як зазначав католицький богослов і член спільної православно-католицької комісії з богословського діалогу священник Вацлав Хриневич, «виражений у переломному документі новий образ думок не став ні в одній з Церков загальнопоширеним і загальноприйнятим». На думку православного історика Владислава Петрушко: «Висновки, зроблені в Баламанді, визнавали по суті, що ніякої перешкоди на шляху до спілкування між католиками і православними немає. В той же час реально існуючий комплекс протиріч між Православ'ям і католицизмом переконував у протилежному. Стрімке відродження уніатства на Західній Україні та його подальше просування на Схід також змушували Ватикан не поспішати з висновками про історичну неспроможність унії, в якій знову починали бачити досить дієвий засіб прозелітизму серед православних».
17 липня 1997 року Священний Синод РПЦ ухвалив: «Вважати за необхідне проведення спеціального всеправославного обговорення Баламандського документу» і «Рекомендувати до публікації в церковній пресі представлений Синодальною богословською комісією коментар до тексту Баламандського документа».
Проблема уніатства розглядалася і на Восьмому пленарному засіданні Змішаної комісії в Балтіморі (США). Передбачалося прийняття документа, де розглядалася б уже конкретний практичний складник цієї проблеми, враховуючи той факт, що Східні Католицькі (уніатські) Церкви несуть своє служіння в основному на споконвічній канонічної території відповідних Православних Церков. Документ не був прийнятий, а відтак розгляд даного питання було зовсім припинено.
За словами Патріарха Алексія II, Баламандській угоді «ніколи не надавалося догматичне значення».